# Warri Wolves F.C.
Warri Wolves F.C. er en fodboldklub i Nigeria, hvor blandt andet den senere Brøndby spiller Oke Akpoveta har spillet.
| Fodbold | Spire Denne artikel om en fodboldklub er en spire som bør udbygges. Du er velkommen til at hjælpe Wikipedia ved at udvide den. |

5°30′44″N 5°45′23″Ø / 5.51215056°N 5.75634847°Ø